# Paroisse d'Alseda
 (avril 2025).

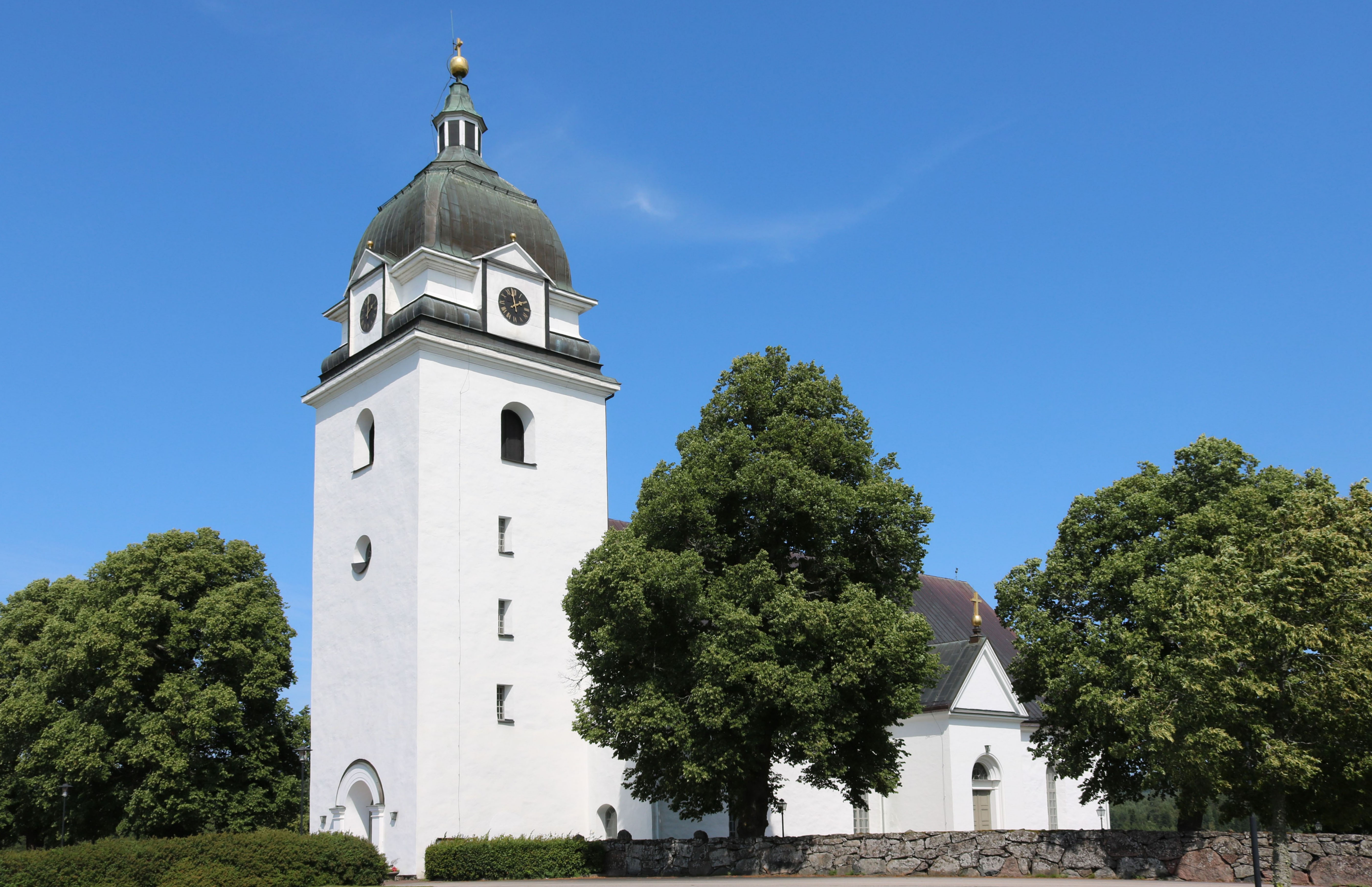
L'église d'Alseda

La paroisse d'Alseda est situé dans le Småland, sur les rives de la rivière Emån. Aujourd'hui elle fait partie de la commune de Vetlanda, dans le comté de Jönköping, et correspond au district d'Alseda depuis 2016.
La paroisse d'Alseda comprend la zone urbaine de Holsbybrunn, la mine d'or d'Ädelfors, la mine de Kleva ainsi que le village paroissial d'Alseda, où se trouve l' église paroissiale du même nom. Cette église en pierre a été construite en 1788. Alseda possède des originies médiévales, notamment des vestiges d'une maison en pierre situés dans le cimetière paroissial.
1. ↑  (sv) « http://svenskuppslagsbok.se/scans/band_unknown_02/0741_0742-0121.jpg: 0741_0742-0121.jpg (1632x2081 pixels) », sur archive.is, 18 avril 2013 (consulté le 15 avril 2025)